# Santana Moss
Pour les articles homonymes, voir Moss.
(en) Statistiques sur pro-football-reference
Santana Moss, né le 1er juin 1979 à Miami, est un joueur américain de football américain évoluant au poste de wide receiver.

## Biographie

### Carrière universitaire
Il joua avec les Hurricanes de Miami avec lesquels il a cumulé 2 546 yards à la réception, dont 1 604 yards en 2000.
Moss était aussi un athlète de qualité, avec 6,83 s aux 60 m.

### Carrière professionnelle

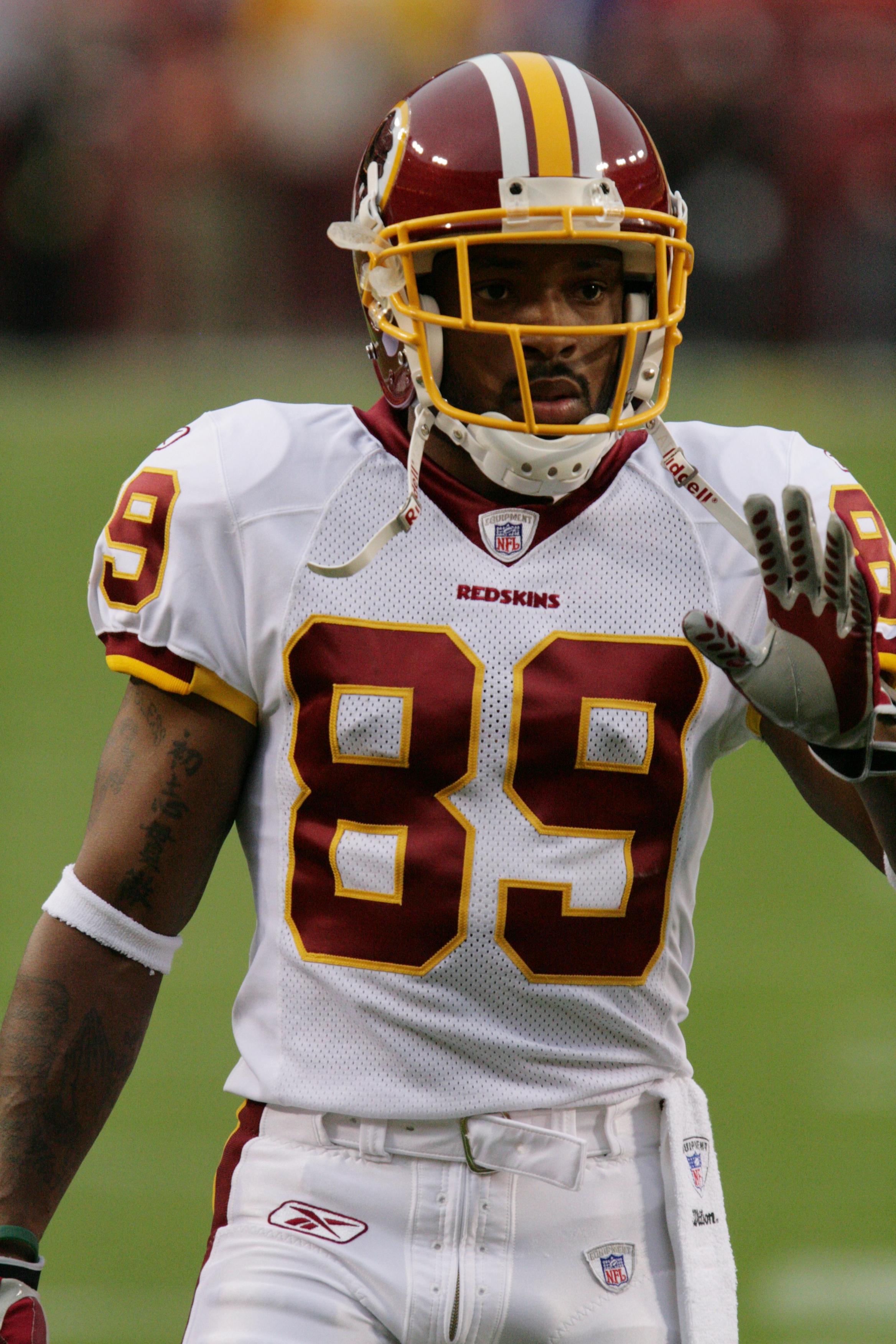
Santana Moss sous le maillot des Redskins en 2006.

Il fut drafté au 1er tour (16e choix de repêchage) par les Jets de New York en 2001. Il quitte la franchise new-yorkaise pour évoluer aux Redskins de Washington depuis la saison 2005.

## Palmarès

### Universitaire
- 2000 : 7e au trophée Heisman

### NFL
- Pro Bowl : 2005